# Ражанаускас, Томас
Томас Ражанаускас (лит. Tomas Ražanauskas; 7 января 1976, Вильнюс) — литовский футболист, полузащитник, выступавший за сборную Литвы. Тренер.

## Клубная карьера
Начал взрослую карьеру в вильнюсском «Панерисе», дебютировал в его составе в чемпионате Литвы в возрасте 16 лет в ходе сезона 1991/92. В начале 1996 года перешёл в более известный вильнюсский клуб «Жальгирис».
В начале 1997 года Ражанаускас подписал контракт с московским «Торпедо», одновременно с ним в клуб перешли ещё два игрока сборной Литвы — Эдгарас Янкаускас и Айдас Прейкшайтис. Томас дебютировал в высшем дивизионе России 17 марта 1997 года в игре против «Шинника», а в следующей игре — 22 марта с «Тюменью» забил первый гол за «Торпедо». Всего в составе автозаводцев он сыграл 12 матчей (4 гола) в чемпионате России, 2 матча в Кубке России и 3 игры в Кубке Интертото.
В августе 1997 года Ражанаускас вместе с Прейкшайтисом перешёл в челнинский «КАМАЗ-Чаллы». В команде собралась большая группа литовских игроков во главе с тренером Беньяминасом Зелькявичюсом, однако они не помогли «КАМАЗу» удержаться в высшей лиге. Первый матч за челнинцев Томас сыграл 9 августа 1997 против своего бывшего клуба «Торпедо», а всего сыграл 5 матчей в чемпионате России и один в Кубке.
После ухода из «КАМАЗа» выступал за таллинскую «Флору» и в 1998 году стал дважды чемпионом Эстонии — в сезоне 1997/98 и осеннем чемпионате 1998. Зимой 1998/99 его отдали в аренду в швейцарский «Серветт», и там он тоже завоевал чемпионский титул. Вернувшись из аренды, Томас сыграл ещё 4 матча за «Флору» и затем перешёл в шведский «Мальмё».
В дальнейшем Ражанаускас выступал за клубы Норвегии, Швеции, Греции, Кипра и Азербайджана. В составе кипрского «Анортосиса» и азербайджанского «Интера» из Баку он выигрывал золотые медали чемпионатов.
В 2008 году Томас вернулся в Литву и сменил несколько клубов высшей лиги. После вылета «Жальгириса» из высшей лиги перешёл в «Ветру».
Летом 2011 года он присоединился к команде первой лиги РЭО, с которой пробился в высшую лигу, однако в середине следующего сезона команда прекратила существование. После этого Ражанаускас в возрасте 36 лет завершил карьеру игрока.
Имеет тренерскую лицензию «Б». С 2013 года работал в тренерском штабе рижской «Даугавы» помощником Виргиниюса Любшиса.

## Международная карьера
Выступал за юношескую и молодёжную сборные Литвы.
В составе первой сборной Литвы дебютировал 17 мая 1995 года в товарищеском матче против Греции, выйдя на замену на 89-й минуте.
Первый гол за сборную забил 8 июля 1996 года в матче Кубка Балтии-1996 против Латвии (2:1), сборная Литвы стала победителем этого турнира.
Всего за сборную Литвы сыграл 41 матч и забил 7 голов, в том числе 10 матчей (2 гола) в отборочных турнирах чемпионатов мира, 11 матчей (3 гола) в отборочных турнирах чемпионатов Европы, 3 матча (1 гол) в Кубках Балтии, 2 матча в международном турнире на Кипре (2001 год) и 15 матчей (1 гол) в товарищеских играх.

## Достижения
- Чемпион Эстонии: 1997/98, 1998
- Чемпион Швейцарии: 1998/99
- Чемпион Кипра: 2004/05
- Чемпион Азербайджана: 2007/08
- Победитель Кубка Балтии: 1996